# Ирена Вуйович
Ирена Вуйович (на сръбски: Ирена Вујовић) е сръбска политичка, министърка на опазването на околната среда на Сърбия от 2020 г., като преди това е била управителка на белградската градска община Савски Венац (2016 – 2020). Тя е член на Сръбската прогресивна партия.

## Биография
Родена е на 3 април 1983 г. в град Белград, Социалистическа република Сърбия, СФРЮ. Неин прадядо е Никола Ковачевич, високопоставен черногорски член на Съюзът на комунистите на Югославия и брат на Сава Ковачевич, командир в ЮНОА.
Тя завършва бакалавърска и магистърска степен по икономика от Факултета по международна икономика на Международния университет за приложни науки „Мегатренд“ в Белград, след което е докторантка в същия университет.
От 2005 до 2008 г. е координатор по сътрудничеството в Департамента за международно сътрудничество на Международния университет за приложни науки „Мегатренд“. Преподава по дисциплините „Съвременна руска икономика“ и „Икономика на постсъветското пространство“.

## Политическа дейност
През 2008 г. тя става член на Сръбската прогресивна партия, малко след основаването й. Тя става член на главния съвет на партията, а на изборното събрание проведено на 28 май 2016 г. е избрана за член на ръководството на Сръбската прогресивна партия.
На парламентарните избори в Сърбия през 2012 г. и на следващите през 2014 г. е избрана за депутат в Народната скупщина. След изборите през 2014 г. кметът на Белград – Синиша Мали я назначава за помощник-кмет, отговарящ за социалните дейности. През май 2014 г. тя подава оставка от Народната скупщина, тъй като Агенцията за борба с корупцията обявява, че тя не може да изпълнява едновременно функцията на помощник-кмет на Белград.
През 2015 г. тя става ръководител на Съвета за равенство между половете, и заместник-председател на Съвета за правата на децата и е политически представител на Eurocities.
На местните избори през 2016 г. е избрана за управителка на белградската градска община Савски Венац и напуска позицията на помощник-кмет на Белград. На изборите за градско събрание на Белград през 2018 г. е част от кандидатската листа на Сръбската прогресивна партия, като е определена за един от възможните кандидати на Сръбската прогресивна партия за кмет на Белград.